# Glory Grant
Gloria Grant, más comúnmente conocida como Glory Grant, es un personaje de apoyo de Marvel Comics de Spider-Man. Ella fue presentada en The Amazing Spider-Man # 140 (enero de 1975) como vecina de Peter Parker. Luego, Peter la ayuda a conseguir un puesto como secretaria de J. Jonah Jameson en el Daily Bugle, en reemplazo de Betty Brant.
El personaje hizo su debut cinematográfico en Spider-Man: Across the Spider-Verse (2023), con la voz de Ayo Edebiri.

## Historial de publicación
Glory Grant apareció por primera vez en The Amazing Spider-Man # 140 (enero de 1975) y fue creado por Gerry Conway y Ross Andru.

## Biografía
Cuando se presentó por primera vez, Glory Grant está siguiendo una carrera de modelo y se encuentra con el fotógrafo del Daily Bugle, Peter Parker que se acaba de mudar a su edificio de apartamentos en Lower West Side.Luego ellos se convierten en amigos rápidos.Cuando Glory está buscando trabajo, Peter la llevó al Daily Bugle, donde el editor J. Jonah Jameson ha estado pasando por secretarias desde la partida de su secretaria Betty Brant. Ella trabaja para Jameson y más tarde Robbie Robertson, quien se convierte en editor en jefe.
Grant se enamora de un pandillero llamado Eduardo Lobo. Él y su hermano Carlos libran una guerra de pandillas contra Kingpin, y usa a Glory para acceder a los archivos de investigación del Daily Bugle en Kingpin. Sin embargo, él se enamora de ella, y Glory está en conflicto por el romance. Peter sugiere que ella siga su corazón. Cuando Eduardo termina luchando contra Spider-Man, Glory dispara y mata a Eduardo con una bala de plata. Spider-Man le agradece, pero ella revela que estaba apuntando a Spider-Man, habiendo seguido su corazón como Peter sugirió.
A pesar de Gloria que albergaba un profundo resentimiento por Spider-Man que ayuda a su gobierno y agente de la Escopeta contra la difunta bruja vudú Calipso, que posee espiritualmente Grant el tiempo suficiente para diseñar un esquema que trae Calipso totalmente detrás de los muertos.
Cuando Jameson se convierte en alcalde de Manhattan, Grant se convierte en uno de sus ayudantes y aparece con él en Raft el día de la ejecución de Alistair Smythe. Sin embargo, luego renunció a su administración cuando vio que Jameson nunca terminaría su venganza personal contra Spider-Man.

## Otras versiones

### Marvel Noir
En el universo de Marvel Noir, Glory aparece en Spider-Man: Eyes without a Face. Ella aparece en un papel relativamente menor, siendo la novia de Robbie Robertson y acompañando al padre de Joseph a los Parkers cuando él desaparece. Al final, se la ve devastada por el hecho de que Robertson ha sido lobotomizado por el Dr. Otto Octavius.

### Spider-Gwen
En el universo de Spider-Gwen que tiene lugar en la Tierra-65, una versión adolescente de Glory se ve como una amiga y compañera de banda de Gwen Stacy, donde son miembros de una banda llamada Las Mary Janes.

## En otros medios

### Televisión
- Rita Conway, un personaje basado en Glory Grant, aparece en Amazing Spider-Man, interpretada por Chip Fields.
- Glory Grant aparece en Spider-Man (1994), con la voz de Nell Carter. En el episodio "Día del Camaleón", ella es la secretaria del Daily Bugle.
- Glory Grant aparece en la serie de televisión The Spectacular Spider-Man con la voz de Cree Summer. Ella apareció por primera vez en el episodio "Competencia". Esta encarnación es una adolescente que asiste a Midtown High con Peter Parker y es la novia de Kenny Kong. Ella rompe con él por ser demasiado infantil y luego muestra interés por Harry Osborn, incluso yendo tan lejos como para ir formal a la caída con él. Kenny y Glory volvieron a juntarse en el otoño formal y humillante de Harry. A pesar de que ella se preocupa por él cuando él desapareció de lo formal en el momento en que Harry estaba bebiendo el "Hemoglobina Verde". Durante la segunda temporada, Glory parece estar molestándose por Kenny nuevamente.
- Glory Grant aparece en Marvel Rising: Initiation, con la voz de Skai Jackson, una serie de cortos que se relacionan con la película animada de 2018, Marvel Rising: Secret Warriors.[13] Al igual que su encarnación de la Tierra-65, ella es la compañera adolescente de Gwen Stacy.

### Película
- Una variación de Glory Grant aparece en Spider-Man: Across the Spider-Verse (2023), con la voz de Ayo Edebiri.[14]